# Rineloricaria steindachneri
Rineloricaria steindachneri és una espècie de peix de la família dels loricàrids i de l'ordre dels siluriformes.

## Morfologia
Els mascles poden assolir els 19 cm de longitud total.

## Distribució geogràfica
Es troba als rius costaners del nord-est del Brasil.